# Theresa Kachindamoto
Theresa Kachindamoto là thị trưởng tối cao, còn gọi là Inkosi, của Quận Dedza nằm ở khu vực trung tâm của Malawi. Cô quản lý không chính thức hơn 900.000 người. Cô được biết đến với hành động mạnh mẽ trong việc chống tảo hôn và kêu gọi sự bình đẳng trong giáo dục cho cả con gái và con trai.

## Lý lịch
Theresa Kachindamoto là con út trong số mười hai anh chị em trong một gia đình truyền thống ở quận Dedza quanh hồ Malawi. Cô làm thư ký trong 27 năm tại một trường cao đẳng ở quận Zomba ở miền nam nước Malawi. Cô kết hôn và có năm đứa con trai.  Năm 2003, cô được bầu làm thị trưởng Quận Dedza, với hơn 900.000 người. 

## Tảo hôn
Malawi là một trong những quốc gia nghèo nhất thế giới và có tỷ lệ nhiễm HIV là 10% dân số. Một cuộc khảo sát của Liên Hợp Quốc vào năm 2012 cho thấy hơn một nửa số cô gái ở Malawi đã kết hôn trước khi chưa đủ 18 tuổi. Malawi là một trong những nơi có tỷ lệ kết hôn trẻ em cao nhất thế giới, với tỷ lệ đặc biệt cao ở khu vực nông thôn.  Vào năm 2015, Ma-rốc đã thông qua một đạo luật cấm kết hôn trước tuổi 18. Tuy nhiên, hiến pháp và luật tục do chính quyền truyền thống quản lý vẫn nói rằng trẻ em có thể kết hôn nếu cha mẹ đồng ý. 